# In Society
In Society (1944) es una película del género de comedia, protagonizada por Bud Abbott y Lou Costello, fue dirigida por Jean Yarbrough.

## Argumento
Eddie Harrington (Bud Abbott) y Albert Mansfield (Lou Costello) son dos fontaneros que reciben una llamada acerca de una fuga en el cuarto de baño privado del hogar del Sr. Van Cleve (Thurston Hall), un rico hombre de negocios. La fuga se produce durante el baile de disfraces que su esposa (Nella Walker) organizó.
Eddie y Albert tienen la ayuda de una amiga, Elsie Hammerdingle (Marion Hutton), quien le consiguió un taxi que los llevara a la mansión. Mientras están arriba, tratando de reparar la fuga, donde ellos rompen un caño maestro y se produce la inundación de la sala del lugar.
Mientras tanto, Eddie y Albert y erróneamente son confundidos con invitados al evento, ellos piensan que es una recompensa por un trabajo bien hecho, y lo ven como una oportunidad de conocer a otros clientes ricos. Mientras tanto un usurero llamado Drexel (Tomás Gómez) intentara robar la pintura valiosa que se encuentra en la mansión. Cuando se descubre que falta la pintura, Gloria Winthrop (Ann Gillis), acusa a Eddie y Albert, de ser los ladrones. Sin embargo, Eddie y Albert limpian sus nombres y cuando en un camión de bomberos, descubren la pintura, y capturan a Drexel. 

## Elenco
| Actor               | Rol                |
| ------------------- | ------------------ |
| Bud Abbott          | Eddie Harrington   |
| Lou Costello        | Albert Mansfield   |
| Marion Hutton       | Elsie Hammerdingle |
| Kirby Grant         | Peter Evans        |
| Margaret Irving     | Sra. Winthrop      |
| Ann Gillis          | Gloria Winthrop    |
| Arthur Treacher     | Pipps, mayordomo   |
| Thomas Gomez        | Drexel             |
| George Dolenz       | Barón Sergel       |
| Steven Geray        | Conde Alexis       |
| Murray Leonard      | Otto Marlow        |
| Thurston Hall       | Sr. Van Cleve      |
| Nella Walker        | Sra. Van Cleve     |
| William B. Davidson | Parker             |
| Margie Fontane      | Margie             |

## Enlace
- Oficial sitio web Abbott and Costello

- Datos: Q3763677